# 徐海 (成化進士)
徐海（1438年—？），字鉅夫，浙江杭州府海寧縣人，軍籍，明朝政治人物。進士出身。

## 生平
早年出身國子生，浙江鄉試第五十七名。成化十一年（1475年）乙未科會試第六十九名，殿試登進士第三甲第一百六十六名。

## 家族
曾祖父徐寶。祖父徐脩。父亲徐拙。